# 赵国材
赵国材（1879年—1966年），字月潭，湖南長沙人（一说江苏上海人），清末民初教育家、外交家，曾两度任清华学校代理校长。

## 生平
赵国材出生于1879年，1906年毕业于上海圣约翰大学文学专业，1910年官费留美，进入康乃爾大學、威斯康辛大学学习政治学，1911年获得硕士学位。1913年，清华学校校长唐国安病逝，周诒春接任校长，赵国材则担任副校长。1915年至1916年任中国驻华盛顿教育使团代理团长（Chinese Educational Mission to the US, 正名是留美学生监督处），1918年再次任清华学校代理校长，1920年任中国驻华盛顿留美学生监督处监督，1922年后重返清华学校任副校长。1966年蒙紅衛兵之難，在上海去世。